# Benedictus Olai
Benedictus Olai, eller Bengt Olsson (død 1582), var Sveriges første doktor i medicin. Han studerede i Wittenberg, og efter hjemkomsten til Sverige blev han Erik XIV's livlæge og fortrolige, og fortsatte som hoflæge under Johan III. I 1578 udgav han Een nyttigh läkere book ther vthinnan man finner rådh, hielp och läkedom till allehanda menniskjornes siukdomar bådhe inwertes och utwertes.